# كيلي ميرفي (كاتبة)
كيلي ميرفي (بالإنجليزية: Kelly Murphy)‏ هي كاتبة للأطفال وكاتِبة أمريكية، ولدت في 1977.

## وصلات خارجية
- كيلي ميرفي على موقع IMDb (الإنجليزية)